# Janne Väätäinen
Janne Markus Väätäinen (né le 6 mars 1975 à Kuopio) est un ancien sauteur à ski finlandais.
Retraité depuis 2000, il a, par la suite, entraîné l'équipe de Finlande.

## Palmarès

### Jeux Olympiques
| Épreuve / Édition | Lillehammer 1994 |
| Petit Tremplin    | 30e              |
| Par Equipes       | 5e               |

### Championnats du monde de vol à ski
| Épreuve / Édition | Planica 1994 |
| Individuel        | 14e          |

### Coupe du monde
- Meilleur classement final: 18e en 1994.
- Meilleur résultat: 3e.